# GRPC
gRPC(gRPC Remote Procedure Calls)는 구글이 최초로 개발한 오픈 소스 원격 프로시저 호출 (RPC) 시스템이다. 전송을 위해 HTTP/2를, 인터페이스 정의 언어로 프로토콜 버퍼를 사용하며 인증, 양방향 스트리밍 및 흐름 제어, 차단 및 비차단 바인딩, 취소 및 타임아웃 등의 기능을 제공한다. 수많은 언어를 대상으로 크로스 플랫폼 클라이언트 및 서버 바인딩을 생성한다. 가장 흔한 사용 시나리오에는 마이크로서비스 스타일 아키텍처의 서비스 연결, 모바일 장치, 브라우저 클라이언트를 백엔드 서비스에 연결하는 일 등이 포함된다.

## gRPC를 사용하는 프로젝트와 기업
- 드롭박스[4]
- u-bmc

## 같이 보기
- 아파치 스리프트
- 아파치 아브로
- XML-RPC